# Вулиця Михайла Бойчука (Київ)
Ву́лиця Миха́йла Бойчука́ — вулиця в Печерському районі міста Києва, місцевості Звіринець, Бусове поле. Пролягає від Бастіонної вулиці і бульвару Миколи Міхновського до Саперно-Слобідської вулиці.
Прилучаються вулиці Німанська, Підвисоцького, вулиця Кахи Бендукідзе, Військовий проїзд і Залізничне шосе. На своєму початку вулиця сполучається Печерським мостом з бульваром Лесі Українки. До 1991 року вулиця простягалася до Залізничного шосе.

## Історія
Вулиця відома від початку XX століття під назвою Військова дорога або Військовий шлях (від розташованих уздовж неї саперних таборів), з 1940 року — Островитянське шосе (у рішенні про перейменування нову назву пояснено тим, що магістраль веде в напрямку хутора Острів). У 1944 році відновлено назву Військовий шлях. У 1957 році набула назву вулиця Кіквідзе, на честь радянського військового діяча Василя Кіквідзе.
Сучасна назва на честь українського маляра-монументаліста Михайла Бойчука — з 2017 року.

## Перейменування
Пропозиції щодо перейменування вулиці на честь Михайла Бойчука вперше були запропоновані у грудні 2010 року.
17 грудня 2015 року на сесійному засіданні Київради було відхилено пропозицію повернути вулиці історичну назву Військовий шлях.

## Забудова
Вулиця почала забудовуватися наприкінці 1940-х років, коли була прокладена Автострада (сучасний бульвар Миколи Міхновського), відкрито тролейбусний та трамвайний маршрути, які зв'язали околицю з центром міста.
На початку вулиці з непарного боку виділяється група дво- та триповерхових повоєнних будинків (1949–1951 роки), прикрашених ліпниною. Найцікавішим з них з архітектурної точки зору є будинок № 3, зведений архітектором Анатолієм Добровольським. Будинки № 1-А, 3, 5 і 8 визнано пам'ятками архітектури та містобудування.
Переважна більшість будинків належить до 1950–1960-х років. На вулиці багато гуртожитків — Національного транспортного університету (№ 36, 38-Б, 40-А), Київського університету технологій і дизайну (№ 11-Б, 13-Б, 33, 35), Київміськбуду (№ 14, 16, 17/10).

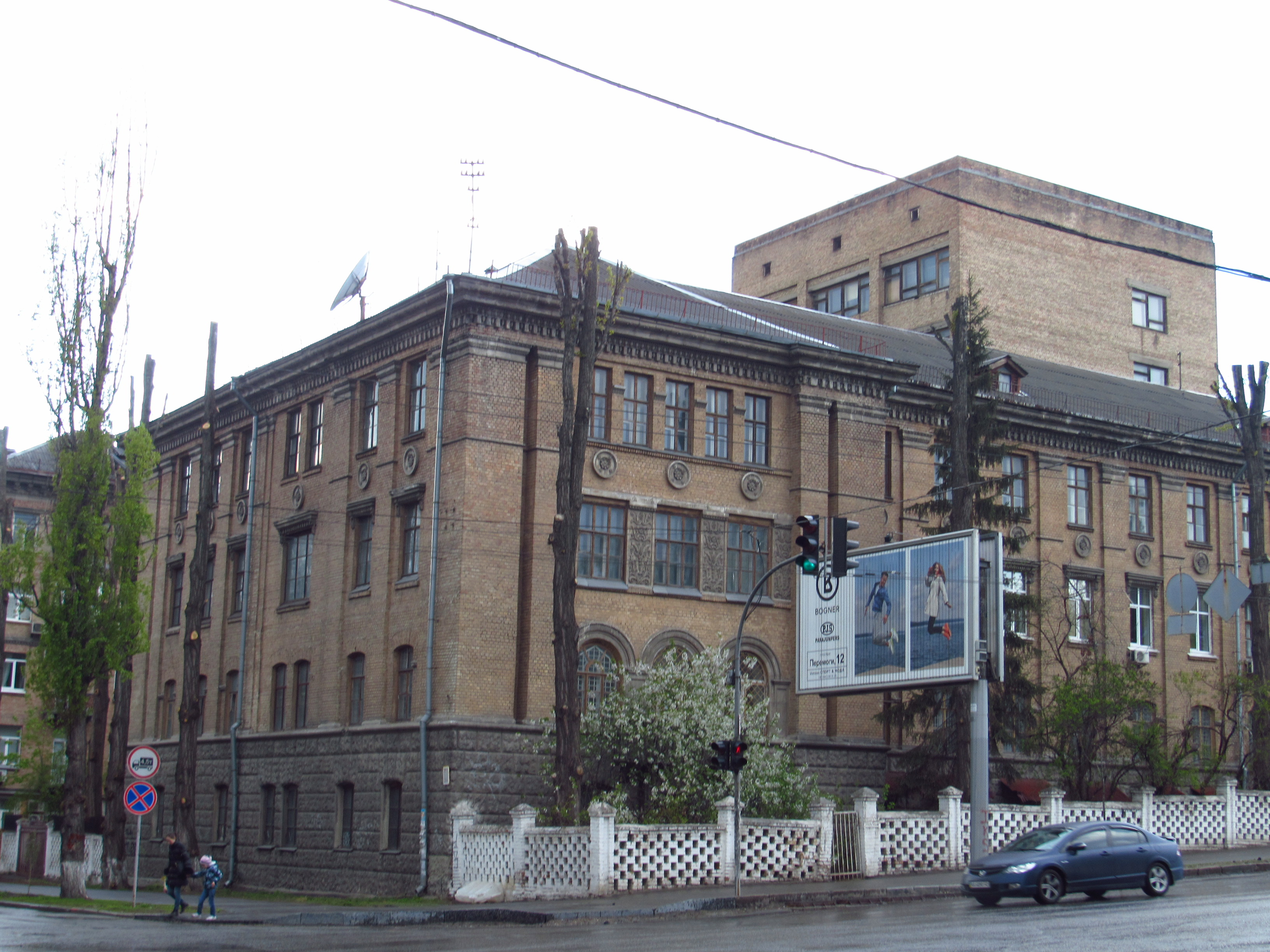
№ 8
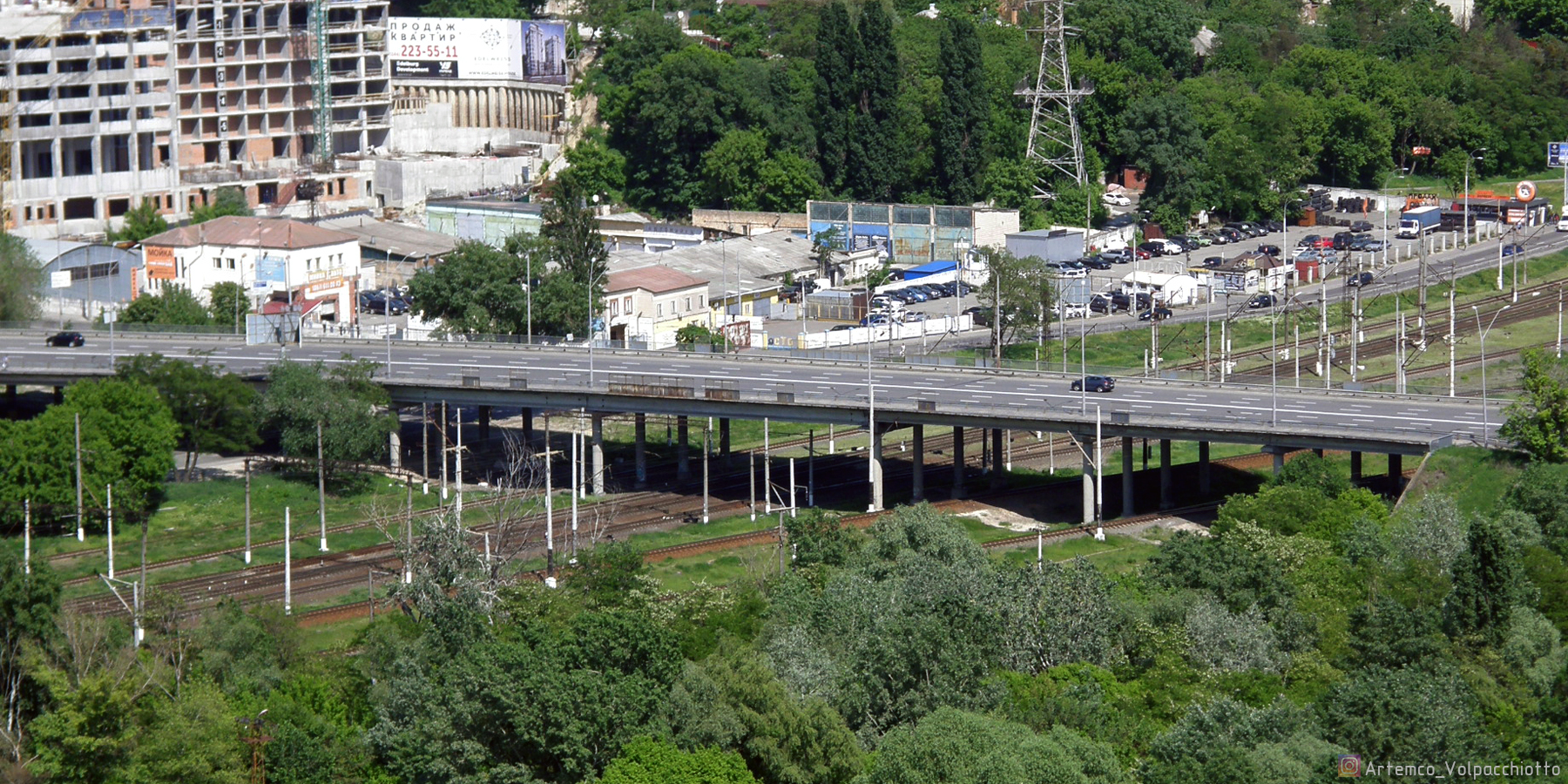
Видубицький шляхопровід над залізницею
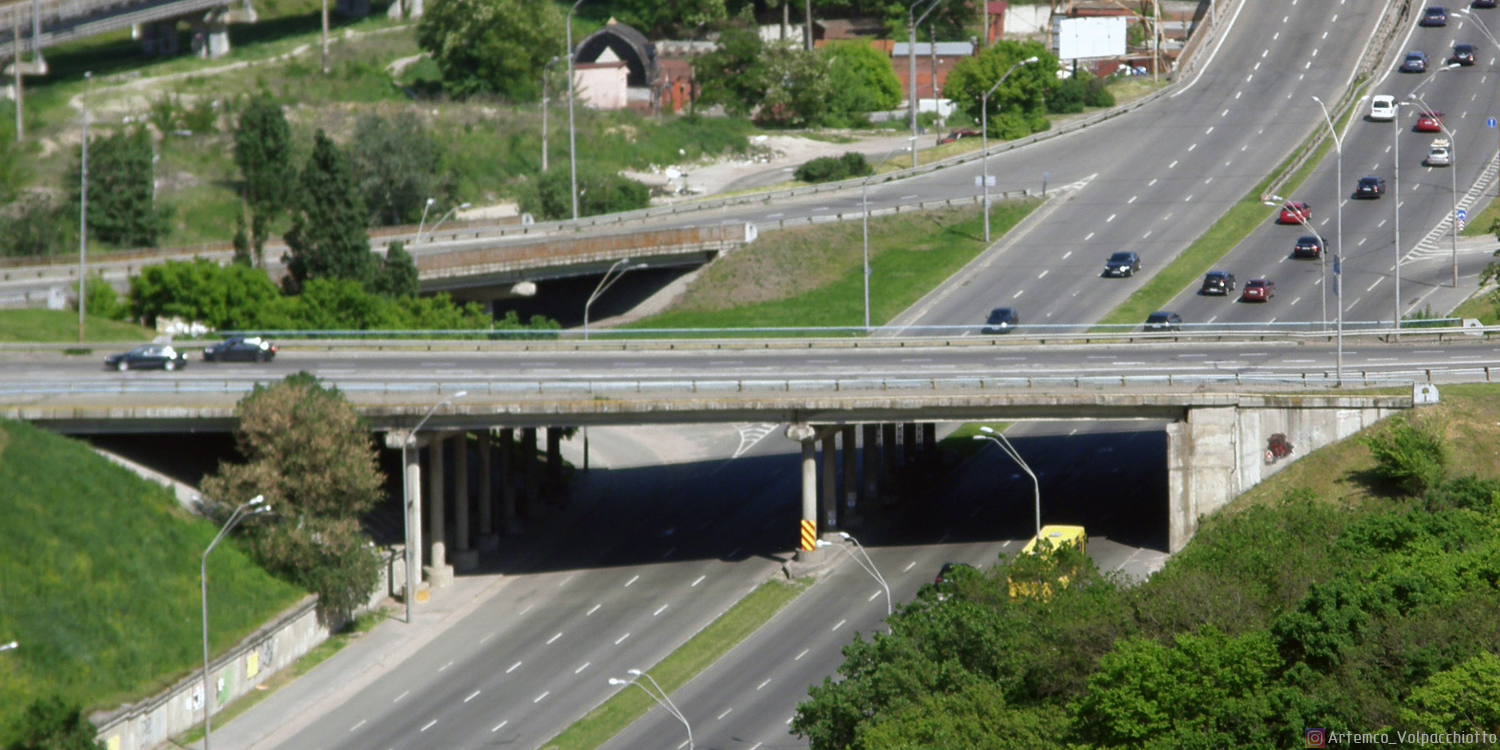
шляхопровід над Саперно-Слобідською вулицею — кінець вулиці Бойчука

## Цікаві факти
Будинок № 30 має незвичну нумерацію під'їздів — спершу йде під'їзд № 3, потім № 1 та № 2. Цей будинок, зведений у 1961 році, був розрахований на 2 під'їзди, але пізніше його перепроектували, додавши ще один під'їзд, третій.
Були пропозиції перейменувати вулицю на честь відомого актора та співака Вахтанга Кікабідзе.

## Установи та заклади
- АТ "Київгаз" (буд. № 4-Б)
- Київська державна академія декоративно-прикладного мистецтва і дизайну імені Михайла Бойчука (буд. № 32)
- Навчально-бібліотечний корпус Національного транспортного університету (буд. 42)